# Kommando Hubschrauber
Das Kommando Hubschrauber (KdoHubschr) ist eine Dienststelle des Heeres der Bundeswehr in der Jägerkaserne in Bückeburg. Dem am 1. Oktober 2020 offiziell aufgestellten Kommando wurden nach seiner Indienststellung im März 2021 zum 1. April 2021 alle Kräfte der Heeresfliegertruppe unterstellt.
Die Entscheidung für die Stationierung des Kommandos Hubschrauber fiel im Jahr 2019. Das Kommando sollte rund 5000 Soldaten an acht Standorten führen. Der Beauftragte für die Aufstellung des Kommandos war Brigadegeneral Andreas Pfeifer, stellvertretender Kommandeur Division Schnelle Kräfte. Erster Kommandeur war Brigadegeneral Ulrich Ott, der zuvor das Internationale Hubschrauberausbildungszentrum in Bückeburg geführt hatte.

## Auftrag
Im Kommando Hubschrauber wird die Fach- und Führungsaufgabe des Flugbetriebs des Heeres gebündelt und die gesamte Heeresfliegertruppe unterstellt. Ziel ist eine effektivere Auftragserfüllung sowie verbesserte materielle Einsatzbereitschaft.
Neben dieser ursprünglichen Aufgabe soll in Folge des russischen Überfalls auf die Ukraine 2022 das Kommando zukünftig darüber hinaus national wie auch international Heeresfliegerkräfte führen. Hierzu kann das Kommando zunächst ablauforganisatorisch eine „Aviation Brigade“ aktivieren, der auftragsbezogen neben Kräften der deutschen Heeres auch weitere Helikopter, zum Beispiel der Luftwaffe, unterstellt werden würden. Die Aviation Brigade unterstützt im Einsatz als Korpstruppe ein NATO-Korps, wie etwa das Multinationale Korps Nord-Ost und würde bis zu fünf Manöverelemente führen.

## Kommandeure
| Nr. | Name                             | Beginn der Amtszeit | Ende der Amtszeit |
| --- | -------------------------------- | ------------------- | ----------------- |
| 2.  | Brigadegeneral Volker Bauersachs | 30. März 2023       | aktuell           |
| 1.  | Brigadegeneral Ulrich Ott        | 25. März 2021       | 30. März 2023     |

## Unterstellte Dienststellen
- Internationales Hubschrauberausbildungszentrum in Bückeburg
- Systemzentrum Drehflügler Heer in Donauwörth
- Transporthubschrauberregiment 10, Heeresflugplatz Faßberg (Beiname: „Lüneburger Heide“)
- Transporthubschrauberregiment 30, Heeresflugplatz Niederstetten (Beinamen: „Tauberfranken“)
- Kampfhubschrauberregiment 36, Heeresflugplatz Fritzlar (Beiname: „Kurhessen“)